# Hugo Gatti
Hugo Orlando Gatti (Carlos Tejedor, 19 de agosto de 1944 – Buenos Aires, 20 de abril de 2025) foi um futebolista argentino que competiu na Copa do Mundo FIFA de 1966. Celebrizou-se como um dos mais irreverentes goleiros da história, não por acaso recebendo o apelido de El Loco; espalhafatoso nas vestes e no jeito de jogar, costumava ir para cima dos atacantes, quase como um zagueiro; a revista El Gráfico o classificou como "um líbero com permissão para usar as mãos". Era considerado um verdadeiro showman para a torcida e demais espectadores.
Provocador, sendo amado e odiado, também era desbocado, já tendo declarado que se considera o melhor goleiro entre seus pares. Descrito como intuitivo, prático, ágil, atento, concentrado e seguro de si, também ficou famoso como um grande defensor de pênaltis – apenas nos tempos regulamentares (desconsiderando as decisões por penalidades), pegou 26 durante a longeva carreira. Foi o segundo goleiro eleito como melhor jogador de seu país, em 1982. É também o jogador com mais partidas na história do futebol argentino, tendo jogado 765 partidas.
Gatti foi lenda do Boca Juniors, sendo o segundo jogador com mais partidas pela equipe (381, em jogos oficiais, e 417, no total; uma delas, curiosamente, como meio-de-campo e outra como atacante), atrás apenas do ex-colega Roberto Mouzo. Foi o goleiro presente nos dois primeiros títulos do clube na Taça Libertadores da América e da primeira Copa Intercontinental boquense, além de ter vencido também três campeonatos argentinos no clube. Jogou por doze anos no Boca, onde, aos 44 anos de idade e após vinte e seis de carreira, se aposentou. Antes, havia jogado justamente no River Plate, sendo um dos doze futebolistas que a Seleção Argentina convocou de ambos os rivais, e o único goleiro.
Para o IFFHS, só está atrás de seus contemporâneos – e concorrentes–  Amadeo Carrizo e Ubaldo Fillol como maior goleiro argentino do século XX, sendo considerado também o sétimo entre os sul-americanos. Com este último, viveu uma certa rivalidade: além de jogar pelo Boca enquanto Fillol era do River e concorrerem pela titularidade na Seleção, representavam estilos diferentes - enquanto Gatti chegava a sair de sua área para parar jogadas adversárias, o outro só costumava mexer-se entre as traves. Ambos também dividem o recorde de pênaltis defendidos no campeonato argentino, guardando uma relação cordial mesmo que Gatti perdesse para Fillol a vaga na Copa do Mundo FIFA de 1978..

## Estilo

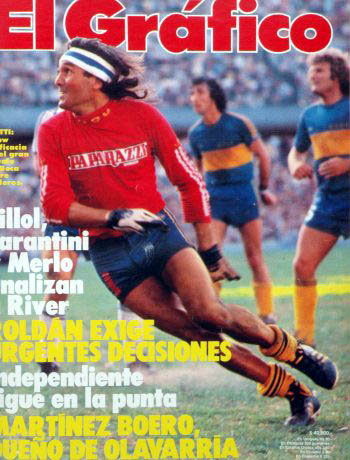
Em 1982, mantendo estilo visual espalhafatoso mesmo com quase 40 anos.

Gatti foi considerado um jogador adiantado para a sua época. Diferenciava-se da maiora dos outros goleiros, no estilo de jogo e até no visual. Não concordava em ficar entre as traves: acredita que "goleiros defensores" apenas solucionam problemas criados por eles próprios, por não lerem as jogadas adversárias e assim saírem de suas áreas para interceptá-las mais cedo. "Hoje, todos os goleiros me dão pena, porque todos estão abaixo do travessão, salvo dois ou três. Ninguém se diverte.
Sequer gostava que lhe chamassem de goleiro: dizia ser "um jogador de futebol que pode usar as mãos". Por vezes, nem as mãos usava, segurando-as atrás das costas enquanto usava os pés para se impor aos adversários. Sua característica jogada adiantada era conhecida como la de Dios. Sobre Ubaldo Fillol, seu grande concorrente na seleção e de pensamento oposto, afirmou justamente que "foi o goleiro mais importante que conheci... embaixo das balizas!".
Visualmente, chamava a atenção também pelas vestes espalhafatosas, por vezes coloridas, que incluíam também uma bandana na cabeça e bermuda ao invés de calções curtos da época. "Isso era parte da minha vida. Me olhava no espelho e, se me enxergava bonito, agarrava bem. Se não, agarrava mal". A vaidade lhe fazia ser um dos últimos a deixar os vestiários antes das partidas: seu ritual pré-jogo continha um longo banho de imersão e cuidar dos cabelos; chegava a atender repórteres enquanto usava secador nas mexas. Na década de 1980, chegava a utilizar como camisa de goleiro no Boca vestes de clubes estrangeiros, como a do Santos.
Outro hábito que tinha antes de entrar em campo era tomar vinho para aliviar o nervosismo. Chegou a dizer que recomendaria isso aos jogadores se fosse técnico. "Para mim, seria muito mais fácil jogar neste circo de hoje. Tudo o que agora está permitido fazia eu quando estava proibido. Os grandes jogadores de antes poderiam jogar hoje. E os grandes jogadores de hoje não teriam podido jogar antes", assegurou em 2005.

## Carreira em clubes

### Início, no Atlanta

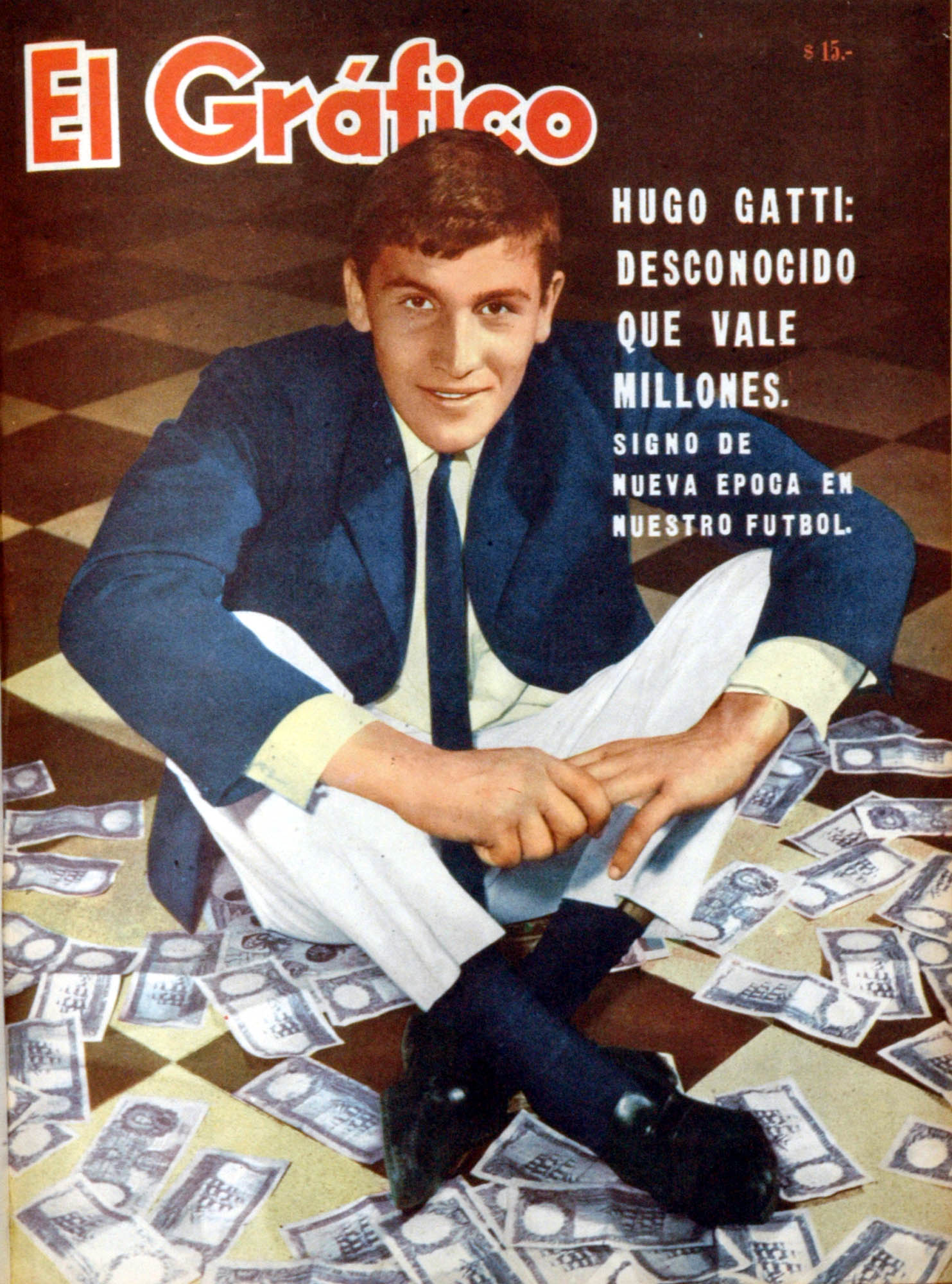
Gatti em 1963, já avaliado em "milhões" pelo desempenho no Atlanta.

Gatti iniciou em 1962 a carreira no Atlanta, pequena equipe portenha de Villa Crespo, apesar do desastroso teste que realizara ali: sofreu 14 gols. Ainda assim, foi bancado por Bernardo Gandulla, antigo jogador do clube. Contudo, ainda passou por dificuldades no início, precisando vender chapéus e geladeiras com o irmão para se sustentar na capital federal.
Inspirado por Néstor Errea, a quem considerou em 2005 o melhor goleiro que já viu, teve bons momentos nos bohemios, que na época conseguiam intrometer-se entre os primeiros clubes no campeonato argentino, obtendo duas vezes seguidas a quinta colocação, em 1963 e 1964.
Chamou a atenção do River Plate, que o levou juntamente com o colega Mario Bonczuk. Mais de quarenta anos depois de sua saída, ainda guardava carinho por seu primeiro clube: declarou em 2005 que voltaria a jogar por ele, se recebesse uma proposta para atuar quinzenalmente.

### River Plate

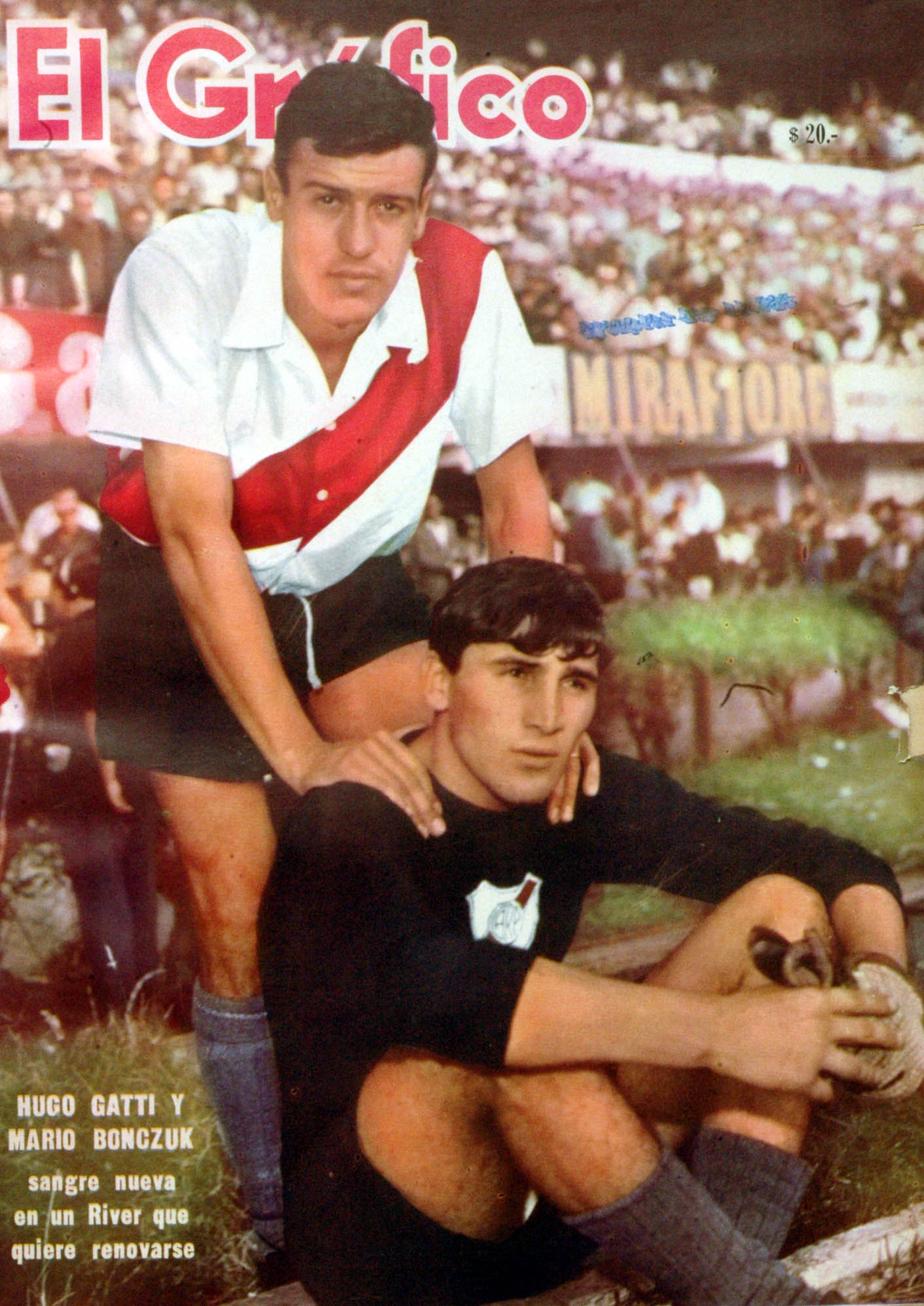
O jovem e ainda sereno Gatti no River Plate, junto a Mario Bonczuk, ex-colega dele também no Atlanta.

Ficaria no Riveraté 1968. Apesar de não ter se saído mal (ele até teve por quase 50 anos o recorde de invencibilidade de um goleiro recém-chegado no clube, sendo superado em 2011), sua estadia nos millonarios encontrou dois obstáculos para que se consagrasse entre eles: um foi a titularidade do lendário Amadeo Carrizo, por sinal, uma das maiores inspirações do jovem, que se espelhou bastante também no veterano para desenvolver seu próprio estilo. Por outro lado, não se furtava de se impor diante do ídolo, inclusive declarando tê-lo superado, tese que chegou a encontrar defensores na imprensa na época.
Outro obstáculo foi o jejum vivido no clube no período: o River não conseguiu nenhum título oficial entre 1958 e 1975, e, durante a passagem de Gatti, o time teria dois dolorosos vice-campeonatos: o nacional de 1965, que escapou por um ponto para o arquirrival Boca Juniors; e a Taça Libertadores da América de 1966, em que a inédita conquista ficou com o Peñarol após os argentinos terem uma vantagem de 2 x 0 revertida para 2 x 4 pelos uruguaios.
Apesar da sombra de Carrizo - que, a semanas de seus 40 anos, foi o titular nas finais daquela Libertadores -, Gatti, e não o titular, foi convocado naquele 1966 para a Copa do Mundo daquele ano. Embora Carrizo tenha deixado o clube após 1968, Gatti também sairia do River: ao fim daquele mesmo ano, foi vendido ao Gimnasia y Esgrima La Plata.
Embora não tenha feito exatamente sucesso como riverplatense  e de ser assumido torcedor do rival Boca, chegou a negociar uma volta aos millonarios no fim da carreira e lamentou o inédito rebaixamento do clube em 2011; declarou que "Sou do Boca, defendi essa camiseta durante anos. Mas também tive a sorte de jogar no River. De saber o que significa essa camiseta, de sentir o peso de sua história".

### Gimnasia e Unión

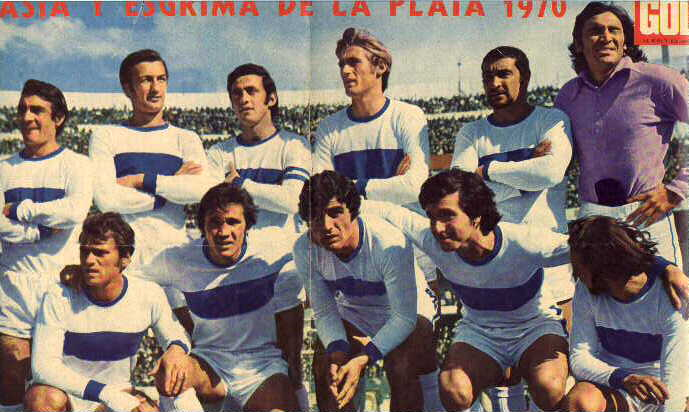
O plantel do Gimnasia y Esgrima La Plata de 1970, conhecido como La Barredora. No Gimnasia, Gatti já ostentava cabelos compridos que integrariam seu visual, tido como pitoresco.

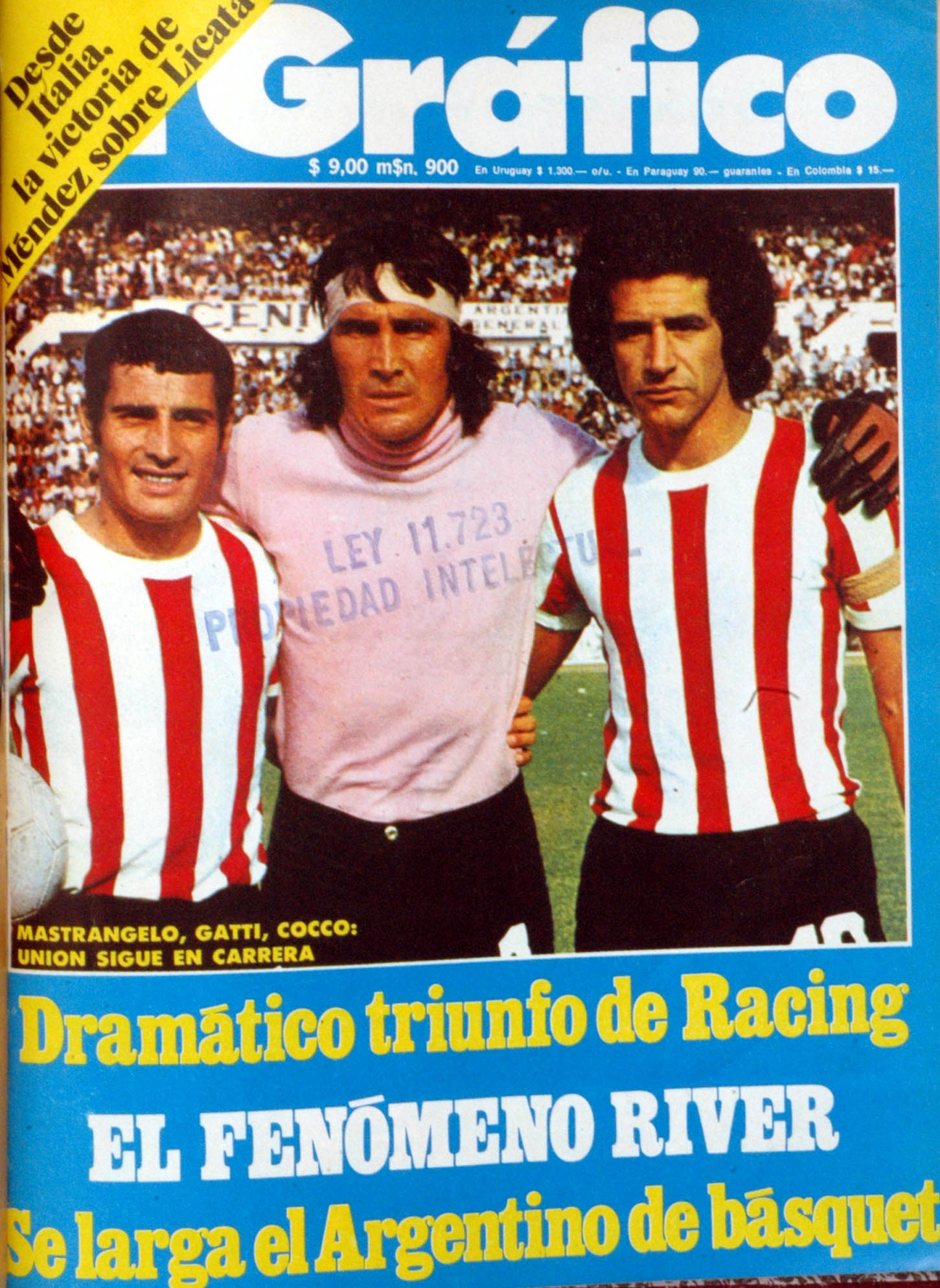
No Unión, entre Heber Mastrángelo (depois colega dele no Boca também) e Victorio Cocco.

No Gimnasia, passaria seis anos como titular absoluto. Fez parte de um dos elencos mais recordados da equipe platense, conhecido como La Barredora; a equipe chegou a dar a impressão de que iniciaria uma resposta ao domínio continental do arquirrival Estudiantes (recém-tricampeão seguido da Libertadores), mas o sonho acabou nas semifinais do campeonato nacional de 1970, ante o Rosario Central; uma inoportuna greve da categoria de jogadores teria esfriado a ascensão gimnasista naquele momento.
Os anos seguintes, porém, seriam de campanhas ruins ou medianas do Lobo, longe das primeiras colocações tanto no torneio nacional quanto no metropolitano (como dividia-se o campeonato argentino na época);
Em 1974, Gatti foi transferido para uma equipe de porte ainda menor, o Unión, a pedido do técnico deste, Juan Carlos Lorenzo, o mesmo que o convocara para a Copa do Mundo de 1966. No clube de Santa Fe, deu uma volta por cima, superando as expectativas geradas e relançando a carreira. Participou ativamente da boa campanha do time no metropolitano - torneio mais valorizado que o próprio nacional - de 1975, em que o Unión terminou em quarto. Naquela temporada, Gatti chegou a defender quatro pênaltis.
Gatti, o colega Ernesto Mastrángelo (outro ex-Atlanta e River) e o técnico Juan Carlos Lorenzo acabaram contratados pelo Boca Juniors. Sua passagem pelo Unión durou apenas 45 partidas e um único ano, que foram suficientes para torná-lo ídolo da torcida do Tatengue. Seu ano ali é considerado o marco definitivo do começo do êxito de sua carreira; foi pelo Unión que ele voltou à seleção, depois de oito anos.

### Boca Juniors

#### 1976-1979: consagração

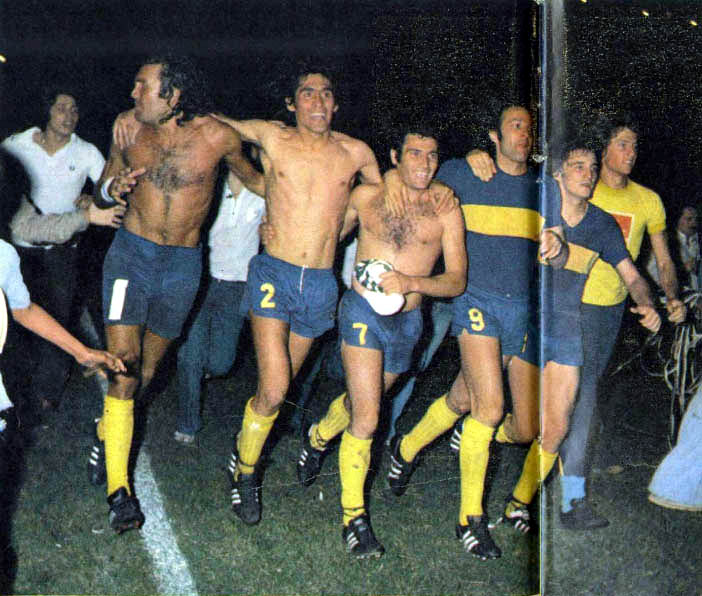
À esquerda, na volta olímpica do Boca Juniors pela Taça Libertadores da América de 1978.

Gatti não tardou para conseguir glórias no Boca, o clube do qual é torcedor, a ponto de ter usado uma camisa boquense por debaixo do seu uniforme, em certo jogo contra o time pelo Gimnasia. Em seu primeiro ano, ajudou a nova equipe a responder imediatamente ao River Plate, que no ano anterior encerrara em dose dupla seu jejum, ganhando metropolitano e nacional. Em 1976, seria a vez do Boca alcançar o feito, vencendo o nacional inclusive em decisão contra o rival, um fato inédito na história do Superclásico. Gatti chegou a ser suspenso durante a campanha, devido às suas excentricidades: a punição foi por insistir em usar bermuda e bandana nos jogos. Considera tal conquista a que mais desfrutou na carreira. Nela, realizou a maior defesa de sua vida, em sua opinião: estava adiantado e o adversário Juan José López tentou encobrir-lhe. O goleiro recuperou-se, alcançou a bola e a espalmou para fora.
Aquelas foram as primeiras taças da carreira de El Loco Gatti, que já estava em seu 14º ano nos gramados. A festa xeneize ficaria completa no ano com nova derrota do River na final da Taça Libertadores da América de 1976. Em 1977, o Boca, que já havia disputado a final do torneio em 1963 (perdendo para o Santos de Pelé), retornou à decisão contra a mesma equipe que havia derrotado o River no ano anterior: o Cruzeiro. No caminho à final, o clube deixou para trás adversários como o próprio River e o Peñarol. Na decisão, cada time venceu em casa por 1 x 0 e um jogo-extra precisou ser realizado, no campo neutro de Montevidéu.
Jogando de branco contra um adversário que também utilizava tradicionalmente a cor azul, os argentinos desbancaram o favoritismo dos mineiros e conseguiram o inédito título na decisão por pênaltis, após empate sem gols no tempo regulamentar. Gatti saiu como herói, ao defender no canto esquerdo a única cobrança desperdiçada, de Vanderley, justamente a última da série. Por cerca de 30 anos, até 2009, teve o recorde de invencibilidade na Libertadores, ficando 767 minutos sem tomar gols nela.
Em 1978, o cenário foi similar: o clube não faturou nenhum dos campeonatos argentinos, mas consagrou-se internacionalmente. Primeiramente, na Copa Intercontinental; válida pelo ano anterior, ela só foi disputada em 1978. O campeão europeu, o Liverpool, abriu mão de sua vaga, e o confronto acabou sendo contra o vice-campeão da Europa, o Borussia Mönchengladbach, que possuía jogadores da Seleção Alemã-Ocidental e era treinado por Udo Lattek, mesmo técnico que fora tricampeão europeu com o Bayern Munique naquela década. O intervalo entre as duas partidas foi longo; a primeira foi em março, na Bombonera, terminada em duro empate de 2 a 2. A outra, na Alemanha Ocidental, só ocorreria em agosto.
No ínterim, os auriazuis terminaram vice-campeões metropolitanos, perdendo o título para o surpreendente Quilmes, por um ponto, tendo uma vantagem que chegou a ser de cinco pontos a nove rodadas do fim revertida pelos cervezeros.
No jogo de volta da Intercontinental, a taça veio com relativa facilidade: 3 x 0 com os três gols sendo feitos ainda no primeiro tempo, desbancando o favoritismo germânico, que era tal, mesmo com o adversário se encontrando em sua pré-temporada, que a partida sequer fora televisionada para a Argentina. Além do título mais importante da equipe, o torneio foi visto como uma Copa do Mundo particular para os boquenses, devido ao fato de que, a despeito da ótima fase da equipe, nenhum jogador do clube ter sido chamado para a Copa do Mundo de 1978, meses antes; Gatti, o maior candidato xeneize para um lugar na Copa, acabou de fora, e o lateral-esquerdo Alberto Tarantini já havia se desligado do clube antes do mundial.
O segundo semestre de 1978 desenrolou-se com nova Libertadores. Como campeão da anterior, o Boca teve o direito de ingressar já na fase semifinal. Ela era composta de dois grupos de três times cada, e o do Boca reunia o arquirrival River Plate e o forte Atlético Mineiro. Sem se descuidarem, os bosteros avançaram para nova decisão após vitória de 2 x 0 em um Superclásico em pleno Monumental de Núñez, tendo também vencido os dois confrontos contra o Atlético. A final foi contra o Deportivo Cali. Os argentinos seguraram empate sem gols na Colômbia e, diante do casal real espanhol, Juan Carlos e Sofia, trucidaram o adversário na Bombonera, goleando por 4 x 0 e sagrando-se bicampeões continentais seguidos.

#### Anos 80: decadência

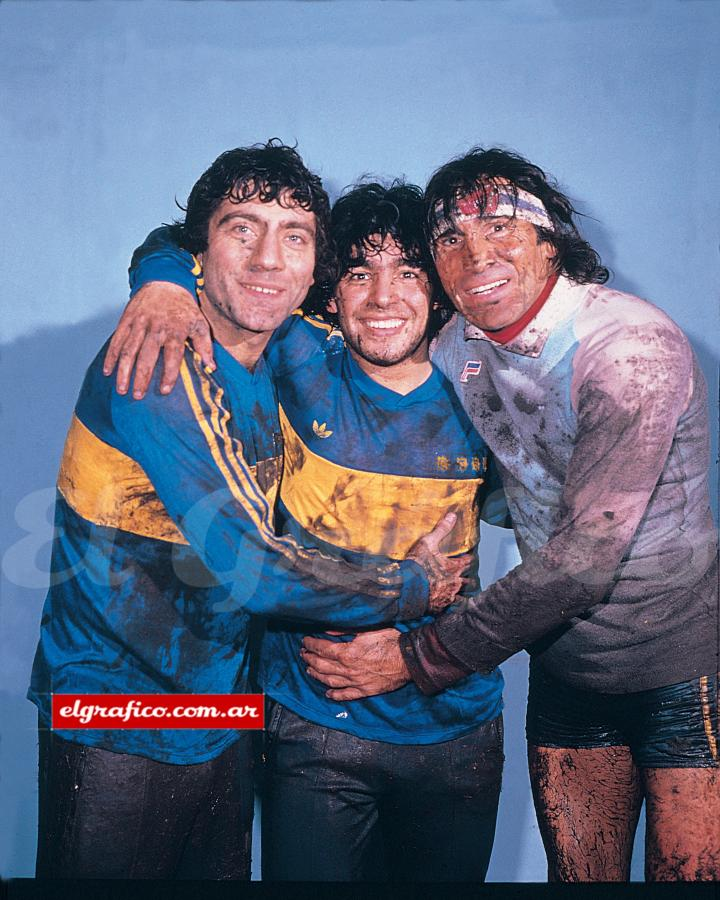
Junto a Miguel Ángel Brindisi e Diego Maradona no Boca campeão em 1981.

Em 1979, a situação quase se repetiu; a equipe novamente ficou longe dos títulos argentinos e chegou a nova decisão da Libertadores, após passar na semifinal de um grupo contra o Independiente (o grande campeão do torneio na década; um jogo extra precisou ser realizado após as duas equipes terminarem empatadas) e o Peñarol. Em busca do tri, faltava passar pelo Olimpia na terceira final seguida do Boca. Todavia, após perder por 0 x 2 em Assunção, os argentinos não conseguiram reverter o resultado e a taça foi pela primeira vez para o Paraguai após um 0 x 0 na Bombonera. A derrota decretou a saída do técnico Juan Carlos Lorenzo e o fim de uma era do clube.
Outro fato que impediu similaridades com 1978 foi a ausência da disputa da Intercontinental, com nova recusa do Liverpool, que havia sido outra vez campeão europeu, e também do Brugge (o vice). O motivo das duas recusas dos britânicos teria sido o desejo em evitar expor seus jogadores a eventuais protestos populares na Argentina por conta da questão das Malvinas (que desembocaria poucos anos depois em uma guerra). O jejum de conquistas argentinas só cairia em 1981, com o título metropolitano estrelado por Diego Maradona. Gatti, embora tenha atuado nas partidas finais, todavia, passou a maior parte do campeonato na reserva de Carlos Alberto Rodríguez. E uma nova seca de títulos importantes viria, e maior. Já sem Dieguito, o Boca Juniors ficou em último em seu grupo na primeira fase da Taça Libertadores da América de 1982 e ficaria longe das primeiras colocações na maioria das edições dos campeonatos argentinos que se seguiram na década de 1980.
Em uma década turbulenta, em que La Bombonera inclusive ficou um ano fechada, a maior conquista foi a liguilla pre-Libertadores (torneio disputado pelos clubes que ficavam entre o segundo e o oitavo lugares por uma vaga na competição) em 1986, o que levou o clube de volta ao torneio continental naquele ano. Para a decepção dos boquenses, a equipe caiu logo na primeira fase e veria o River Plate campeão. O Boca ainda perdeu as liguillas de 1987 (para o Independiente) e de 1988 (para o Platense) e seria eliminado na primeira fase também da Supercopa Libertadores 1988. No ano mais crítico do clube, em 1984, Gatti chegou a jogar até mesmo improvisado como atacante, em excursão à América do Norte.
O jejum de títulos importantes só se encerraria em 1992, mas Gatti já não estava no Boca. El Loco aponsentara-se em 1988, aos 44 anos de idade, encerrando um ciclo de 12 nos xeneizes e 26 de carreira. Com dificuldades para manter uma boa forma, Gatti foi perdendo lugar na posição, e deixou de ser usado após falhar no único gol da partida contra o Deportivo Armenio na primeira rodada da temporada argentina de 1988/89, em derrota na Bombonera. Quem ocupou seu lugar foi outro ídolo irreverente da posição, o colombiano Carlos Fernando Navarro Montoya, que chegara a La Boca naquele mesmo 1988. Inicialmente, Gatti chegou a negociar uma volta ao rival River Plate, mas isto não se confirmou e o goleiro decidiu parar de jogar.
Um filho seu, Lucas, chegou a jogar pelo Boca em 1998, por uma única partida, ainda assim sendo um dos seis casos de pai e filho jogadores boquenses no século XX. O goleiro admitiu que o peso do sobrenome foi ruim para a carreira de Lucas, mas declarou que este também teria sido prejudicado pela beleza, afirmando neste sentido que "caras lindos não podem jogar futebol. Beckham, por exemplo, joga um fenômeno, mas todos dizem que não é tão bom, por ser lindo. Se fosse feio, o destacariam em dobro", afirmou o pai.

## Seleção

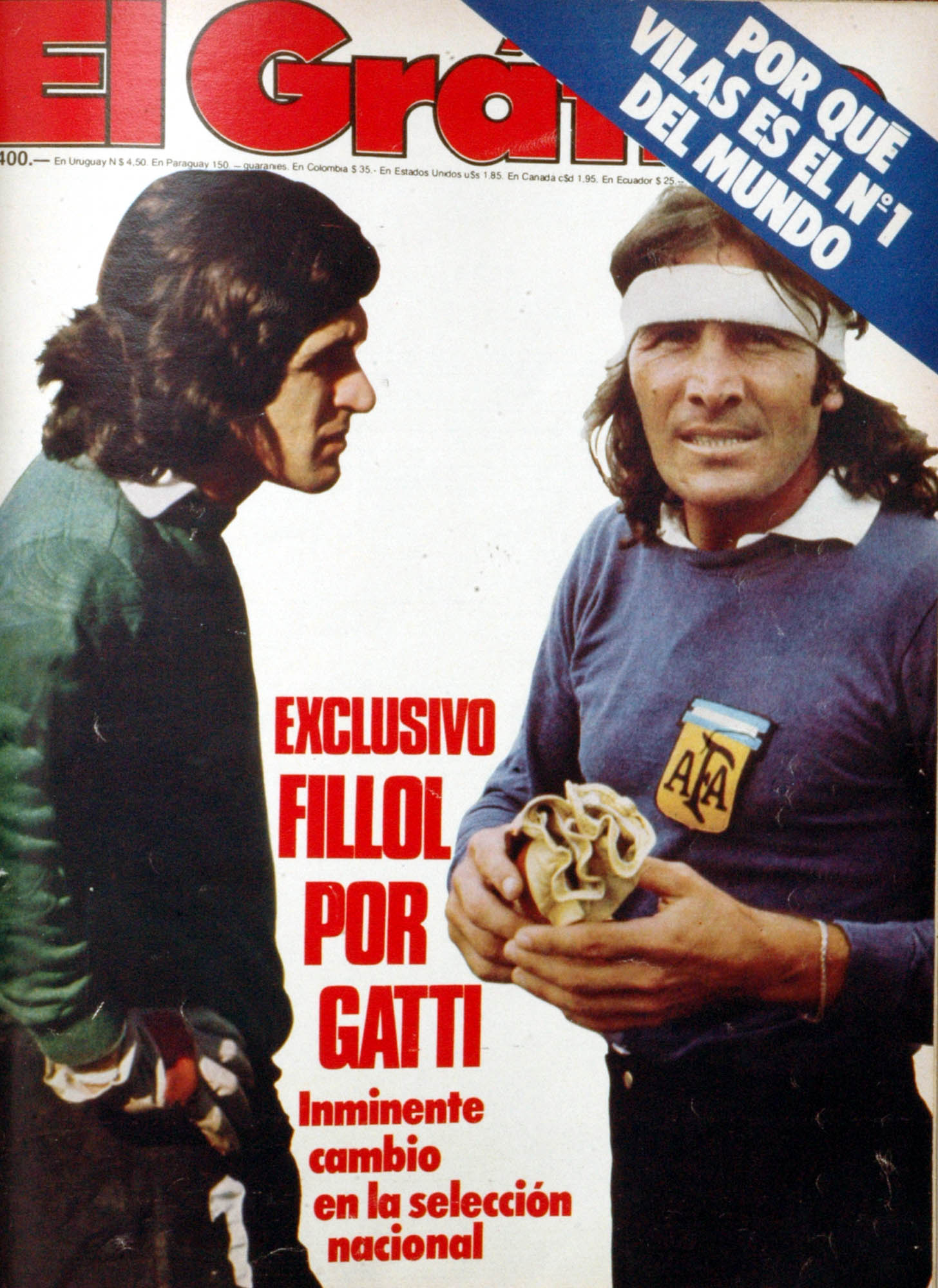
Em capa de setembro de 1977 da revista El Gráfico, na qual esta especula a "iminente" troca de Gatti por Ubaldo Fillol como goleiro titular da Seleção Argentina.

Apesar da extensa e vitoriosa carreira, e da reconhecida habilidade, Gatti não teve o mesmo sucesso na Seleção Argentina. Foi à Copa do Mundo FIFA de 1966, mas só viria a realizar seu primeiro jogo em 12 de outubro de 1967, contra o Paraguai, um empate de 1 a 1 em Assunção, a Argentina formou com: Gatti; Eduardo Luján Manera, Miguel Ángel López, Rafael Albrecht e Nelson López; Jorge Solari (Carlos Pachamé), Raúl Savoy e Ermindo Onega (Juan Echecopar); Mario Pardo, Rodolfo Fischer e Oscar Pianetti (Aníbal Tarabini). Depois do segundo (derrota de 1 a 3 para o Chile em amistoso de 8 de novembro do mesmo ano, em Santiago), porém, demorou cerca de oito anos para uma terceira oportunidade.
A volta ocorreu no ano de 1975, integrando o selecionado na Copa América do ano, realizando quatro partidas, como jogador do Unión de Santa Fe, onde vinha relançando a carreira. A convocação foi repleta de jogadores do futebol santafesino. Na competição, o elenco caiu ainda na primeira fase, onde houve três grupos de três times cada, com apenas os líderes avançando. Os argentinos ficaram em segundo, atrás do Brasil.
A boa fase inicial de Gatti quando chegou ao Boca Juniors o manteve na seleção no ano seguinte. Ele foi inclusive o primeiro jogador aproveitado pela seleção tanto por River Plate quanto pelo rival desde 1950, e o terceiro por ambos no geral. Entre 1976 e 1977, alternou-se na titularidade com Héctor Baley. Era um nome certo para a Copa do Mundo de 1978, a ser realizada na Argentina, disputando acirradamente a posição de titular com Fillol - com quem, por sinal, divide o recorde de 26 pênaltis defendidos na carreira.
No auge da carreira, tendo faturado recentemente a primeira Libertadores do Boca, Gatti, todavia, perdeu a disputa, ficando de fora até das reservas - que ficaram com Baley e Ricardo Lavolpe. El Loco lesionara o joelho a seis meses do mundial e, com isso, não pôde ir, pedindo dispensa. "Pedi licença porque sabia que não voltava. Era consciente de que não iria recuperar o joelho, e não me recuperei. (...) Agora (César Luis Menotti) acredita em mim, mas nesse momento duvidou. Ele pensou que o Loco Lorenzo me fez sair da seleção e não foi assim", declarou ao ser indagado se estava arrependido. Sobre Menotti, Gatti o comparou a "Frank Sinatra" dos técnicos.
Outra versão sustenta, por outro lado, que Gatti ausentou-se voluntariamente: ligado à oposição do regime militar ditatorial que se implantara na Argentina em 1976, teria abandonado a seleção por não querer ser usado pela ditadura.
De qualquer forma, sua ausência na Copa de 1978 simbolizou o fim de sua carreira internacional; seu último jogo pela Argentina fora em 1977. Foram, ao todo, 18 partidas oficiais por seu país (dez vitórias, três empates e cinco derrotas), sendo quatro delas como capitão. Quando jogou, sempre foi como titular. Possui também um recorde negativo: até 2010, era o único goleiro que chegou a ser expulso pela seleção; o ocorrido deu-se em 9 de junho de 1976, contra o Uruguai, no Estádio Centenário. Outra partida, contra a União Soviética no frio de Kiev, ficou lembrada por ele usar uma garrafa de conhaque perto das traves para aliviar o frio.

### Jogos
A tabela abaixo resume as aparições oficiais de Hugo Gatti pela Seleção Argentina de Futebol.
| 1     | 12 de outubro de 1967   | Amistoso                       | Assunção       | Paraguai           | 1-1  | 0 |
| 2     | 8 de novembro de 1967   | Amistoso                       | Santiago       | Chile              | 1-3  | 0 |
| 3     | 3 de agosto de 1975     | Copa América de 1975           | Caracas        | Venezuela          | 5-1  | 0 |
| 4     | 6 de agosto de 1975     | Copa América de 1975           | Belo Horizonte | Brasil             | 1-2  | 0 |
| 5     | 10 de agosto de 1975    | Copa América de 1975           | Rosario        | Venezuela          | 11-0 | 0 |
| 6     | 16 de agosto de 1975    | Copa América de 1975           | Rosario        | Brasil             | 0-1  | 0 |
| 7     | 20 de março de 1976     | Amistoso                       | Kiev           | União Soviética    | 1-0  | 0 |
| 8     | 24 de março de 1976     | Amistoso                       | Chorzów        | Polônia            | 2-1  | 0 |
| 9     | 27 de março de 1976     | Amistoso                       | Budapeste      | Hungria            | 0-2  | 0 |
| 10    | 8 de abril de 1976      | Copas do Atlântico e Lipton    | Buenos Aires   | Uruguai            | 4-1  | 0 |
| 11    | 9 de junho de 1976      | Copas do Atlântico e Newton    | Montevidéu     | Uruguai            | 3-0  | 0 |
| 12    | 13 de outubro de 1976   | Copa Carlos Dittborn           | Buenos Aires   | Chile              | 2-0  | 0 |
| 13    | 28 de outubro de 1976   | Copa Mariscal Castilla         | Lima           | Peru               | 3-1  | 0 |
| 14    | 28 de novembro de 1976  | Amistoso                       | Buenos Aires   | União Soviética    | 0-0  | 0 |
| 15    | 27 de fevereiro de 1977 | Amistoso                       | Buenos Aires   | Hungria            | 5-1  | 0 |
| 16    | 22 de março de 1977     | 75º aniversário do Real Madrid | Madrid         | Irã                | 1-1  | 0 |
| 17    | 29 de maio de 1977      | Amistoso                       | Buenos Aires   | Polônia            | 3-1  | 0 |
| 18    | 5 de junho de 1977      | Amistoso                       | Buenos Aires   | Alemanha Ocidental | 1-3  | 0 |
| Total |                         |                                |                |                    |      |   |

## Morte
Gatti foi hospitalizado no final de fevereiro de 2025 com o quadril quebrado após cair enquanto passeava com seu cachorro. Enquanto estava no hospital, ele contraiu pneumonia, juntamente com insuficiência renal e cardíaca, morrendo em 20 de abril do mesmo ano.

## Títulos
Boca Juniors
- Campeonato Argentino: 1976 (Metropolitano e Nacional), 1981 (Metropolitano) [32]
- Taça Libertadores da América: 1977 e 1978[32]
- Copa Intercontinental: 1977[32]

## Discografia
Uma curiosidade a seu respeito é que ele lançou um LP em 1976 chamado "Las Locuras de Gatti" (selo "Parnaso Records"), com músicas alusivas à sua pessoa, interpretada por um fictício conjunto musical intitulado “La Barra Del Loco”. Neste LP, a voz de Gatti pode ser ouvida apenas na primeira música, apresentando o disco.